# Amphiesma venningi
Amphiesma venningi este o specie de șerpi din genul Amphiesma, familia Colubridae, descrisă de Wall 1910. A fost clasificată de IUCN ca specie cu risc scăzut. Conform Catalogue of Life specia Amphiesma venningi nu are subspecii cunoscute.